# Uffe Horwitz
Georg Hugo "Uffe" Horwitz (født 31. juli 1922 i København, død 4. juni 2010) var en dansk læge og frihedskæmper. Hugo Horwitz bar dæknavnet "Uffe", der efterhånden blev det navn, han kendes under, også efter besættelsen.

## BOPA-gruppeleder
Hugo Horwitz voksede op i Hellerup i en velhavende jødisk tobaksfamilie, som ejede fabrikken Horwitz & Kattentid. Han flygtede i oktober 1943 til Sverige med sin familie i forbindelse med aktionen mod de danske jøder, men han vendte tilbage i februar 1944 og fik kontakt til sabotagegruppen BOPA, hvor han avancerede til gruppeleder og snart blev en af de mest effektive folk. Han deltog i omkring 50 sabotageaktioner i BOPA-regi, bl.a. de store aktioner rettet mod Torotor, Carltorp, AMBI, Nordwerk, sprængningen af Langebro, tyveriet af våben fra Hærens Våbenarsenal og aktionen i Brøndbyøster, hvor BOPA forsøgte at skaffe sig ammunition fra et tysk tog.
Han deltog også i likvideringer af stikkere og er i den forbindelse interviewet i Peter Øvig Knudsens bog Efter drabet (Gyldendal 2001).
Ved befrielsen var det Horwitz, der ledsagede statsminister Erik Scavenius gennem Indre By til afskedsaudiens på Amalienborg hos kong Christian X.

## Efter krigen
Efter krigen blev han, støttet af Mogens Fog og Knud W. Jensen, uddannet til læge og arbejdede som praktiserende læge først i Ribe, hvor han også blev medlem af byrådet, og siden i Lystrup ved Århus. Han blev efter krigen alkoholiker, men hans første hustru, Birthe, fik dæmpet hans alkoholisme. I sit første ægteskab med Birthe fik han fire børn, men på en ferie i Rosenthal i Østrig omkom hans kone og et af børnene i en bilulykke, mens et andet af hans børn blev svært kvæstet. Nogle år senere blev Uffe Horwitz gift igen og fik en søn og datter med sin nye kone, Bitten.
Sammen med Knud Rasmussen udgav han bogen En sabotørs erindringer (Fremad 1967). Han havde i en årrække en lægebrevkasse i Hjemmet.
Han er begravet på Elsted Kirkegård.